# Toprak Yalçiner
 (octobre 2018).

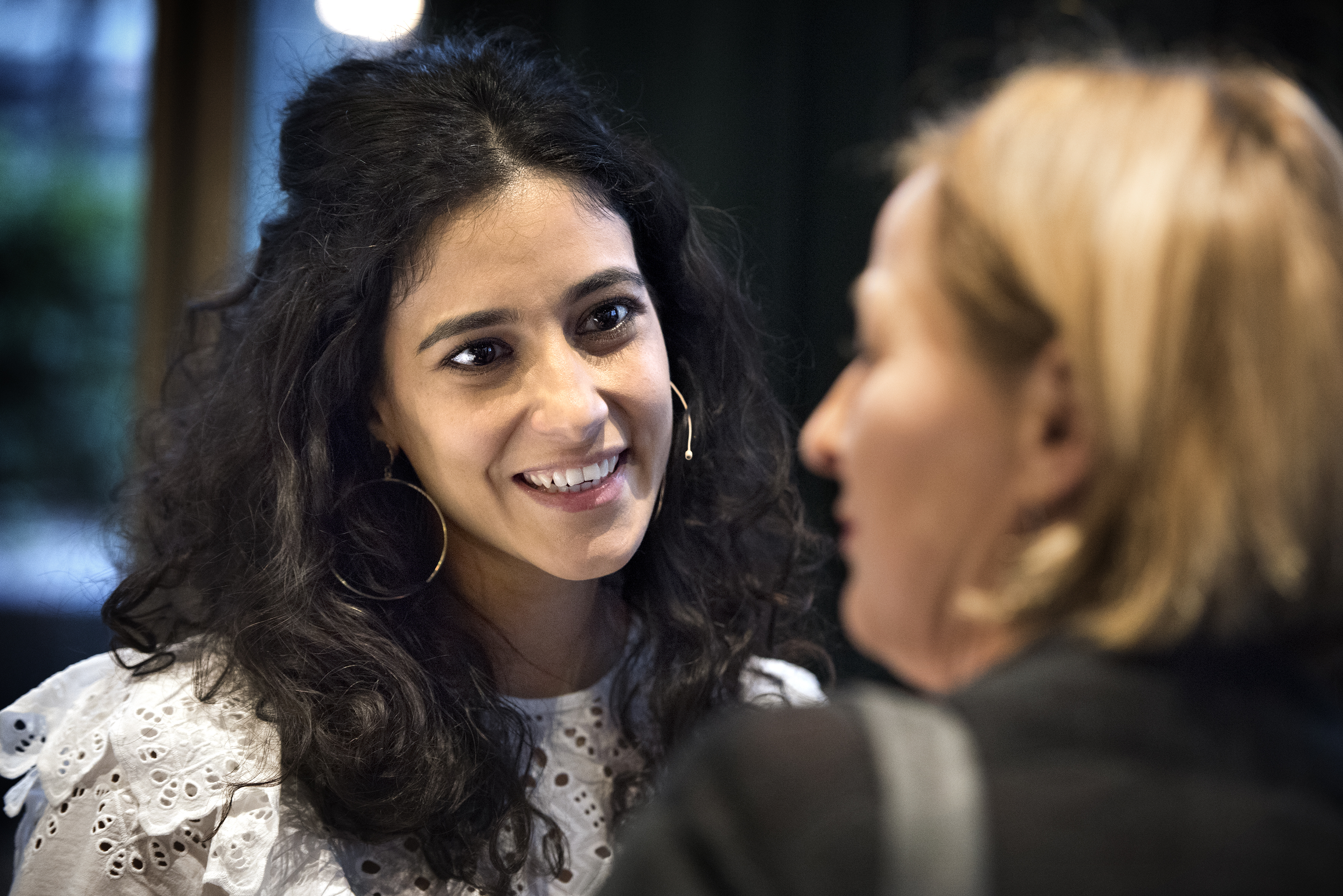
Toprak Yalçiner au Women Empowerment Event en 2018

Toprak Yalçiner, née le 21 juin 1987 à Karaman, est une actrice turco-néerlandaise.

## Filmographie

### Cinéma
- 1995 : Stampot cowboy : Dochter
- 2016 : Rokjesdag (nl) : Iris
- 2017 : Roodkapje: Een Modern Sprookje (nl) : Collège de Suus

### Téléfilms
- 2002 : Hartslag : Yemna Dormusoglu
- 2012–2018 : Goede tijden, slechte tijden : Nuran Baydar
- Depuis 2016 :	Centraal Medisch Centrum (nl) : Dilem Yildiz
- 2017 : De mannen van dokter Anne : Manar Yildirim
- 2017 : Roodkapje: Een Modern Sprookje (nl) : Collega van Suus